# Sarah Daninthe
Sarah Delphine Éléonore Daninthe (ur. 25 czerwca 1980 w Les Abymes) – francuska szpadzistka, brązowa medalistka olimpijska, dwukrotna mistrzyni świata.
Podczas igrzysk olimpijskich w Atenach w 2004 roku reprezentacja Francji w składzie: Sarah Daninthe, Laura Flessel-Colovic, Hajnalka Király-Picot i Maureen Nisima zdobyła brąz w zawodach drużynowych. W rywalizacji indywidualnej nie startowała.
Na mistrzostwach świata w Lipsku w 2005 roku razem z Flessel-Colovic, Király-Picot i Nisimą zdobyła złoty medal w turnieju drużynowym. Na rozgrywanych trzy lata później mistrzostwach świata w Pekinie Francuzki w tym samym składzie ponownie zwyciężyły. Ponadto zdobyła także brązowy medal w zawodach drużynowych na mistrzostwach Europy w Sheffield w 2011 roku.